# 小行星9662
小行星9662（9662 Frankhubbard）是一颗绕太阳运转的小行星，为主小行星带小行星。该小行星于1996年4月12日发现。

## 轨道参数
小行星9662的轨道半长轴为2.7660068 UA，离心率为0.173。